# Фридрих Хайнрих фон дер Асебург-Гунслебен
Фридрих Хайнрих фон дер Асебург-Гунслебен (на немски: Friedrich Heinrich von der Asseburg zu Gunsleben; * 24 февруари 1752, Хавелберг, Бранденбург; † 27 октомври 1808, Бланкенбург) е благородник от род фон дер Асебург-Гунслебен.

## Произход
Той е единствен син на Кристоф Вернер фон дер Асебург-Гунслебен († 28 септември 1761) и Хелена Катарина фон Алвенслебен (1723 – 1799), дъщеря на Фридрих Вилхелм фон Алвенслебен (1683 – 1752) и Хенриета София фон Вердер (1686 – 1750). Внук е на Фридрих Аше фон дер Асебург-Ампфурт († 1720) и Йохана Сидония фон Хаген-Гайст (1663 – 1705). Майка му се омъжва втори път на 18 декември 1763 г. в Кведлинбург за Адолф Фридрих фон Дитфурт цу Данкерзен († 1776).
Дворецът Гунслебен е от 1453 до 1945 г. собственост на фамилията фон дер Асебург.

## Фамилия
Фридрих Хайнрих фон дер Асебург-Гунслебен се жени на 9 април 1778 г. в Мюлтроф за Шарлота Августа фон Коспот (* 8 авхуст 1756, Мюлтроф; † 30 декември 1836, Брауншвайг), дъщеря на Карл Ердман фон Коспот-Франкендорф (1718 – 1779) и фрайин Отония Елеонора фон Боденхаузен-Арнщайн (1734 – 1783). Те имат седем деца:
- Максимилиан Аше фон дер Асебург (* 9 януари 1779, Мюлстроф; † 17 август 1851, Найндорф), граф, женен I. на 14 януари 1814 г. за графиня Фридерика Бернхардина Блюхер фон Валщат (* 4 март 1786; † 14 март 1870), II. връзка с Доротея Варнеке (* 1807)
- Фердинандина Каролина Елеонора Шарлота фон дер Асебург (* 18 март 1780, Гунслебен), омъжена I. за Ернст Вилхелм Зигфрид фон Клайст (* 11 февруари 1836, Прага), II. за фон Кронщайн
- Ото Кристоф Фридрих фон дер Асебург (* 19 октомври 1781; † март 1782, Хавелберг)
- София Отония Хенриета фон дер Асебург (* 3 април 1783, Хавелберг; † 5 април 1804, Гунслебен)
- Юлиана Арнолдина Фридерика Йозефа Вилхелмина фон дер Асебург (* 10 юли 1784, Егенщет), омъжена за Бартелс
- Фридерика Доротея фон дер Асебург (* 10 май 1787; † 7 май 1864, Брауншвайг), омъжена за Алберт фон Гризхайм († 27 септември 1855, Брауншвайг)
- Лудвиг Август фон дер Асебург-Фалкенщайн (* 11 януари 1796, Гунслебен; † 24 октомври 1869, дворец Майздорф), на 21 юли 1845 г. граф на Асебург-Фалкенщайн, женен I. на 22 октомври 1817 г. в Майздорф за графиня Анна фон дер Шуленбург (* 19 юни 1800; † 18 ноември 1826), II. на 2 ноември 1827 г. в Майздорф за Констанца фон Бутлар (* 28 септември 1803; † 6 юли 1829), III. на 7 март 1830 г. за Бернхардина фон Керсенброк (* 18 декември 1805; † 26 януари 1834), IV. на 28 септември 1834 г. в Баленщет (развод 19 ноември 1835) за Емма фон Алвенслебен (* 18 октомври 1811; † 9 декември 1883), V. на 10 юни 1843 г. в замък Фалкенщайн за графиня Аделхайд ле Камус фон Фюрстенщайн (* 10 януари 1816; † 10 декември 1900)